# Édouard Launet
Édouard Launet, né le 13 juillet 1957 à Beauvais, est un journaliste et écrivain français.

## Biographie
Après avoir travaillé comme ingénieur, Édouard Launet devient journaliste scientifique. 
Il collabore ensuite au service Culture de Libération et à son cahier Livres où il est chargé de la chronique « On achève bien d’imprimer ». 
Il est cofondateur de la revue culturelle en ligne Délibéré et organisateur des rencontres littéraires Victor Hugo & Co à Granville.

## Publications
- Au fond du labo à gauche. De la vraie science pour rire, Seuil, 2004
- Viande froide cornichons. Dans les annales des sciences médico-légales…, Seuil, 2006
- Sexe machin : quand la science explore la sexualité, Seuil, 2007
- Au fond du zoo à droite, Seuil, 2009
- De la jouissance en littérature, Philippe Rey, 2011
- Ma boutique de mots, avec Benoît Teillet, éd. La Martinière, 2012
- Le Petit Livre des gros égos, PUF, 2013 [3]
- Écrivains, éditeurs et autres animaux, éd. Flammarion, Café Voltaire, 2013
- Le Seigneur des îles, éd. Stock, 2014 — Prix du Livre insulaire[4] 2014. Prix Plumes d'Équinoxe 2015[5]
- Sorbonne Plage, éd. Stock, 2016 — Prix de l'Académie littéraire de Bretagne et des Pays de Loire[6] 2017[7]
- Le Coup de marteau sur la tête du chat, Seuil, 2017
- Proust d'une main, Exils, 2019
- Hauteville House, Bow Window, 2021 (photographies de Clotilde Audroing-Philippe)

### Chroniques
- « On achève bien d'imprimer », Libération, 2004-2014
- « Sciences du fait divers »[8], délibéré, 2015-2016
- « 2017, Année terrible »[9], délibéré, 2016-2017
- « Chefs-d’œuvre retrouvés de la littérature érotique »[10], délibéré, 2017-2018
- « Signes précurseurs de la fin du monde »[11], délibéré, 2018-2019
- « Nouvelles d'un monde ancien », délibéré, 2020-2022
- « Le gouffre aux séries », délibéré, 2022-2023

### Fictions radiophoniques
- Un chat qui aurait pu s'appeler Delphine, France Culture, septembre 2016[12]

### Contributions
- « Elementary School », Harper's Magazine, 2008
- « Voltaire satiriste » in De l'horrible danger de la lecture, Flammarion, 2014
- « On a marché sur la Lune » in Les trente nuits qui ont fait l'Histoire, Belin, 2014
- « Cher Monsieur Davis » in Lettres à Miles, Alter Ego, 2016
- « De Marcel Proust » in Lettres à Marie Curie, éd. Thierry Marchaisse, 2020
- « L'Exil » in Victor Hugo. La Liberté au Panthéon, éd. du Patrimoine, 2020
- « Un monumental fracaso teatral » in Hacer de la Cienca Un Drama, éd. Universidad de Guadalajara, 2021
- « Blues for Nica» in Mystère Monk, éd. Seghers, 2022
- « Sous le vent de Gilliatt » in Hugo : Les Travailleurs de la mer, catalogue d'exposition, éd. Octopus, 2024
- « Chega de saudade» in Les mots de la musique, éd. Fayard, 2024